# El Nacional (Venezuela)
El Nacional es un periódico venezolano fundado en la ciudad de Caracas el 3 de agosto de 1943. Está dirigido  por Miguel Henrique Otero, nieto e hijo de los fundadores del diario, y  desde 2015 lo dirige desde el exilio en Madrid. Su sede principal fue embargada en mayo de 2021 por uno de los principales miembros del PSUV.

## Historia

### Inicios
La primera edición de El Nacional circuló el 3 de agosto de 1943, con importantes innovaciones entre las que  destacan la sustitución del editorial por la mancheta, el uso de notorios titulares con gráficas de gran tamaño y la clasificación de todo el periódico por áreas temáticas. Durante el primer año circuló con un tiraje de 10 000 ejemplares diarios y cada edición constaba de dos cuerpos de ocho páginas cada uno, en formato estándar y a siete columnas. Su primer director fue el poeta Antonio Arráiz. 
En sus páginas han escrito muchos de los autores venezolanos más reconocidos. De hecho, Arturo Uslar Pietri, uno de los intelectuales más importantes de Venezuela, tuvo durante más de cincuenta años una columna de opinión en el diario y fue su director. 

### Desarrollo

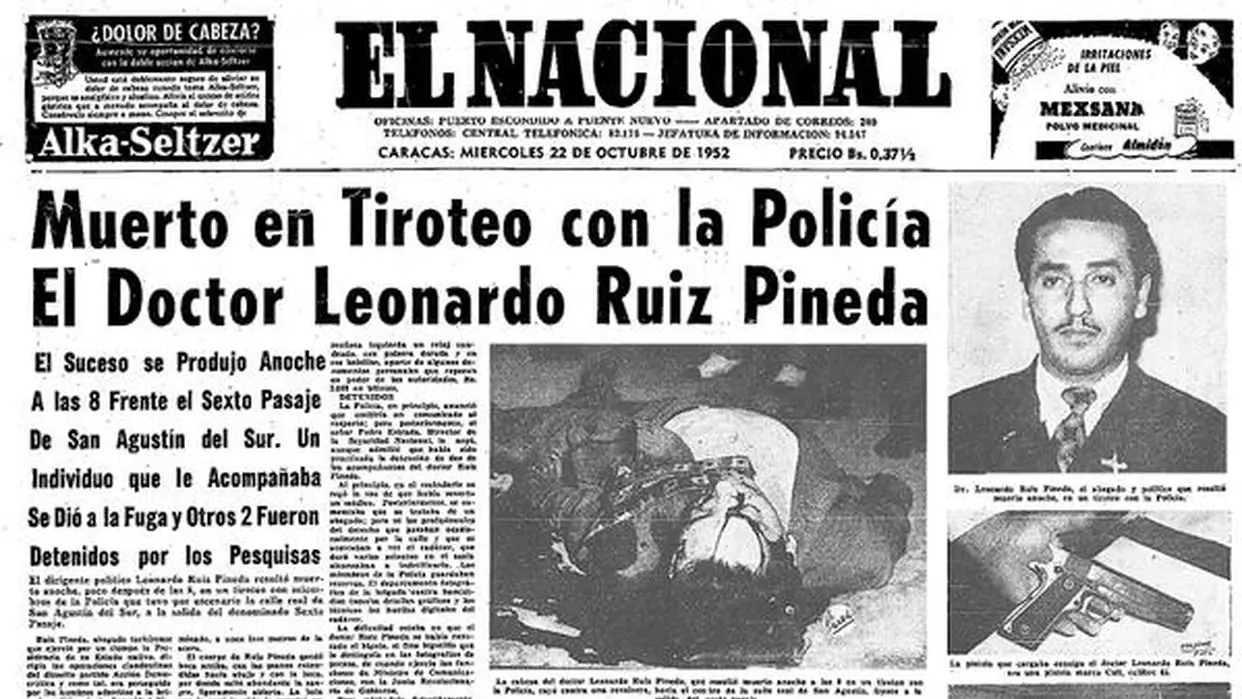
Asesinato de Leonardo Ruiz Pineda, reseñado en El Nacional.

La primera sede de El Nacional estuvo entre las esquinas de Marcos Parra a Pedrera, en el centro de Caracas, desde 1943 hasta 1951. Posteriormente pasa su sede a Puerto Escondido desde 1951 hasta 2007, es decir, durante 56 años. 
La edición digital de El Nacional fue inaugurada en 1996, caracterizándose por incluir información diferente a la presentada en el formato impreso del diario. Fue así mismo el primer periódico venezolano en incorporar la figura del pressombudsmannen o defensor del lector, en 1998.
La C.A. editora El Nacional lanzó al mercado un diario sensacionalista-amarillista el 14 de octubre de 1996, su intención era llegar a los estratos populares, sin obtener buenos resultados. Ante las pérdidas económicas que presentaba y tras varios cambios imprimió su último ejemplar el 8 de abril de 2005. En 2007 cambia su sede donde estuvo por 56 años a la Avenida Principal de Los Cortijos de Lourdes, junto a nuevas innovaciones tecnológicas.
Luego de este primer intento en función al lanzamiento de un periódico de corte popular llamado El Propio el cual tuvo su primera edición para el año 2012 siendo un diario para el segmento C D E; Su última publicación tuvo lugar en septiembre de 2015 motivado por la falta de papel que atraviesan los medios impresos en Venezuela. Aunque el sitio web de este diario estaría visible hasta noviembre de 2016.

### Actualidad

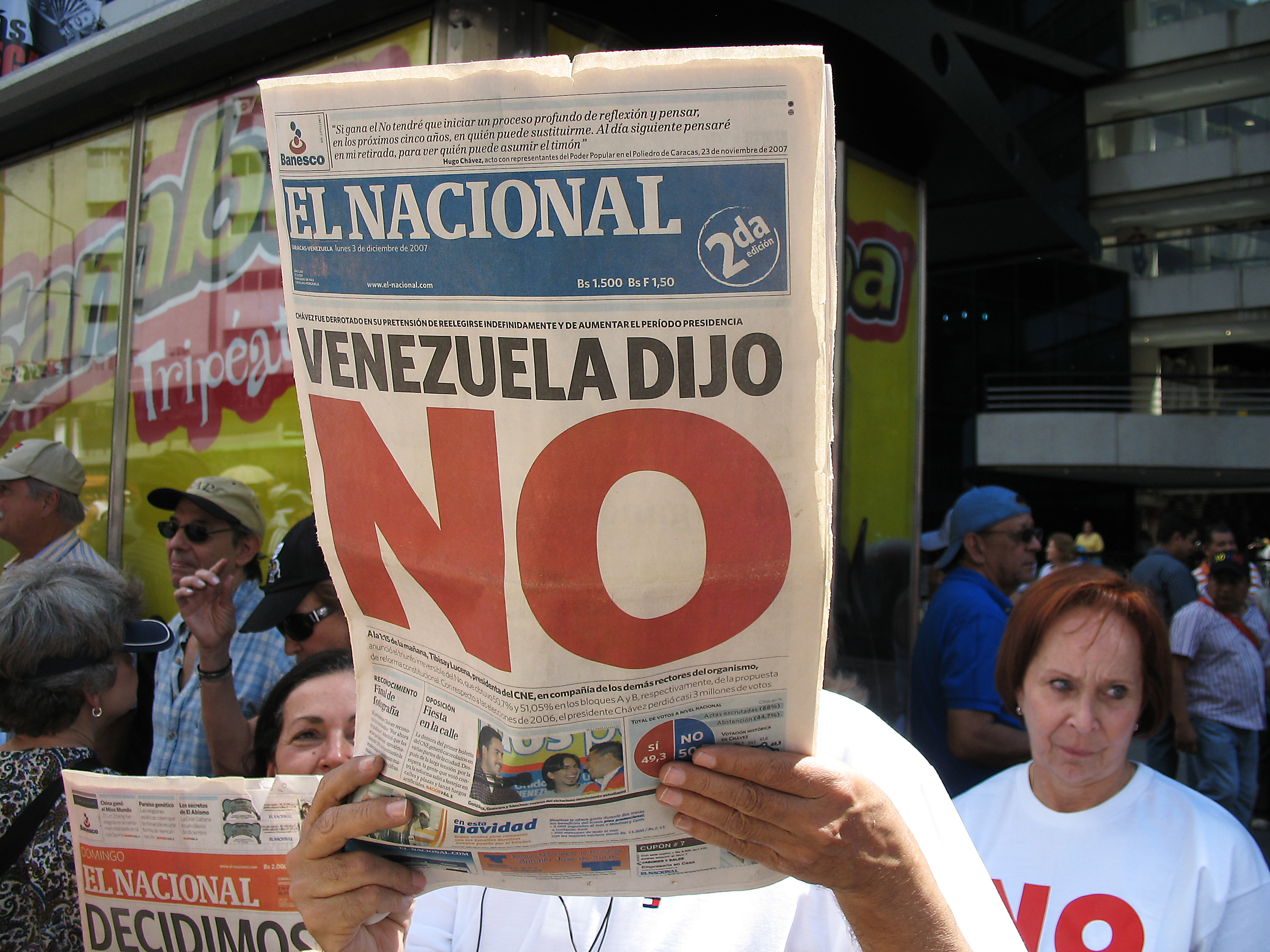
Portada del diario al día siguiente de haber vencido el "No" en el referéndum constitucional de Venezuela de 2007.

El periódico forma parte del Grupo de Diarios América, al que pertenecen otros diarios de Latinoamérica, como el El Tiempo (Colombia), El Mercurio (Chile) y La Nación (Argentina). El Nacional ha sido merecedor del Premio Nacional de Periodismo como medio de comunicación impreso en los años 1959, 1977, 1981 y 2000. 
El periódico a pesar de tener diversos problemas con la venta y suministros de papel, logró seguir en rotación con una cantidad baja de páginas y cuatro cuerpos. Tiene unos 600 trabajadores que son empleados directos del rotativo, mientras que otros 300 trabajan como colaboradores. Posee también las revistas ¡HOLA! Venezuela y Todo en domingo (que se entrega junto a la edición del diario de los domingos), una imprenta editorial de libros y tiene dos sitios web: Eme de mujer y ovaciondeportes.com.
El periódico suspendió su edición impresa el 14 de diciembre de 2018, continuando su edición en línea.

### El Nacional Web
Motivado a las nuevas tendencias tecnológicas este diario no se quedó atrás y puso en funcionamiento uno de los portales noticiosos más exitosos del país. La publicación del sitio web empezó en agosto de 1995, siendo considerado como el primer diario venezolano con un sitio web. Además, desde 1996 cuenta con la emisión de una versión digital del periódico visible en su sitio web. En febrero de 2022, los principales proveedores de Internet de Venezuela bloquearon el acceso a la web del periódico.

## Controversias

### Multas y sanciones
El medio junto a diversas organizaciones de periodismo han denunciado tener constante "acoso", "presiones" y "agresiones" por parte de los organismos gubernamentales. Además se ha acusado en cierta ocasiones agresiones a sus periodistas. Con los años de trayectoria los comunicadores sociales definen al diario “como toda una institución”, rescatando la frase con la que Arturo Uslar Pietri celebraba cada año del periódico. Se le considera un periódico pionero, presente con la vanguardia en la adopción de innovaciones que van desde la publicación en sus inicios del suplemento cultural de referencia “Papel Literario”, hasta el desarrollo de su página web y la elaboración del Manual de Estilo.
Durante el año 2006 el tribunal 45 de control llevó a juicio a Marianella Salazar (quien trabajaba en este diario) por el de delito de calumnia contra el vicepresidente ejecutivo José Vicente Rangel y el gobernador del Estado Miranda Diosdado Cabello. La medida judicial surge a raíz de un artículo publicado por la periodista en una columna en El Nacional, en el cual, relata que José Vicente Rangel y Diosdado Cabello, estarían incursos en faltas administrativas.
La Comisión Nacional de Telecomunicaciones (CONATEL) en diversas ocasiones ha criticado al diario por publicar fotos "viejas", realizar una "campaña de desacredito" al organismo o al gobierno nacional, publicar diversas "calumnias" o informaciones "falsas". Además, diversos funcionarios del Partido Socialista Unido de Venezuela (PSUV) acusan al diario y otros medios privados de generar "paranoia",  "zozobra", y de ser los responsables de una "guerra mediática" que tenía la finalidad de invisibilizar los logros del gobierno.
El impreso fue multado con 1% de sus ingresos brutos durante 2009 por publicar una fotografía que mostraba el estado de la Morgue de Bello Monte. El diario también fue obligado por unos días a “abstenerse de publicar imágenes de contenido violento y cadáveres desnudos”. El 27 de julio de 2013 la fiscal general de la República, Luisa Ortega Díaz, informó que el Ministerio Público solicitó la congelación de cuentas tras una solicitud del Tribunal 21 en lo Civil y Mercantil del AMC, así como la prohibición de enajenar y gravar bienes muebles e inmuebles del editor del diario El Nacional, Miguel Henrique Otero, a propósito de una demanda del exalcalde metropolitano, Alfredo Peña. En agosto de 2013 una jueza tercera de juicio con competencia de niños, niñas y adolescentes, Betilde Araque, le impuso una sanción al diario El Nacional.
El 16 de octubre de 2014, el Tribunal Supremo de Justicia, órgano que administrada la justicia en el Estado venezolano, emitió una sentencia en la que obligó a El Nacional y a las periodistas venezolanas Hercilia Garnica y Ibéyise Pacheco a pagar una indemnización al médico Adolfredo Pulido Mora por un juicio que inició en el año 1991. El motivo para la introducción de esta demanda fue la publicación desde el 4 hasta el 9 de marzo de 1991 de textos periodísticos firmados por Garnica y Pacheco en El Nacional, en los que se acusaba a Pulido de casos de mala praxis médica, lo que Pulido interpretó como una campaña  de ‘desprestigio y deshonra’ en su contra.
En 2015, Diosdado Cabello, mientras fungía como presidente de la Asamblea Nacional de Venezuela, interpuso una demanda contra el diario El Nacional, Tal Cual y el portal web La Patilla. Esta acción incluía a accionistas, directores, consejo editorial y dueños de los mencionados medios de comunicación. La demanda fue porque estos medios lo acusaron de presuntas vinculaciones con el narcotráfico. Tinedo Guía, presidente del Consejo Nacional de Periodistas de Venezuela, afirmó que “esta es una acción que busca asfixiar a los medios independientes, puesto que, metiendo presos a los propietarios de los mismos, no se solucionan los problemas que aquejan al ciudadano común”. Apenas unos días después de la demanda interpuesta por Cabello, la jueza 12.ª de juicio, María Eugenia Núñez, impuso prohibición de salida del país a 22 directivos de los medios mencionados anteriormente, acusados de difamación agravada continuada.
En abril de 2021 un Tribunal civil sancionó al diario El Nacional con un pago de 237.000 petros, poco más de 13 millones de dólares ($ 13.366.800), por la demanda de agosto de 2015 por reeditar un artículo del diario   ABC de España del testimonio de Leamsy Salazar quien acusaba a Diosdado Cabello de vínculos con el narcotráfico, el abogado solicitó se explique como habían determinado ese monto "cantidad que nunca fuera demandada ni manejada dentro de juicio (...) sin explicar de modo alguno el cómo se determina la cifra a pagar como indemnización" En mayo el gobierno embarga el edificio del diario El Nacional, quienes recurrirá a  Sistema Interamericano de Derechos Humanos (SIDH), Naciones Unidas y la Corte Penal Internacional.

### Problemas de papel
En 2014, El Nacional sufrió problemas con su inventario de papel junto a otros de distribución nacional y regionales debido a que no se hacía entrega de la divisa para la compra de papel, teniendo que reducir su número de páginas, aunque algunos diarios tuvieron que parar su imprenta, en el caso de este nunca ocurrió ya que logró recibir ayuda del Grupo de Diarios América. Por otro lado el diputado Julio Chávez aseguró que a una cantidad de medios no se les liquidó las divisas por tener retrasos en los pagos de solvencias laborales. 
La Asamblea Nacional, luego de una investigación, llegó a la conclusión que existiendo una gran importación de papel hecha por los medios impresos, los periódicos estaban reduciendo su tiraje y número de páginas.[cita requerida] Miguel Henrique Otero aseguró por entrevista a distancia -aprovechando la presencia de la asamblea general del SIP en Chile- que se dirigió en numerosas oportunidades al Complejo Editorial Alfredo Maneiro a solicitar servicio de venta papel, sin embargo, fue desmentido por el presidente del CEAM Hugo Cabezas.[cita requerida] Producto de las dificultades económicas y en el inventario de papel, El Nacional dejó de publicarse los lunes y sábados a partir del 20 de agosto de 2018.